# Nyagatika (vattendrag i Makamba)
Nyagatika är ett vattendrag i Burundi.   Det ligger i provinsen Makamba, i den södra delen av landet, 120 km sydost om huvudstaden Bujumbura.
Omgivningarna runt Nyagatika är en mosaik av jordbruksmark och naturlig växtlighet. Runt Nyagatika är det ganska tätbefolkat, med 83 invånare per kvadratkilometer.